# Талышский ковёр
Талышский ковёр —  вид ворсовых ковров создаваемых талышами, коренными жителями Азербайджана и Ирана. История талышских ковров уходит в древние времена общеарийской общности.

## Общая информация
История коврового искусства в регионе проживания талышей зародилась довольно рано. Талышские ковры украшают многие знаменитые государственные и частные музеи и галереи мира: Эрмитаж в Ленинграде, Музей истории, Музей народов Востока и Оружейную палату в Москве, Метрополитен-музей в Нью-Йорке, Британский музей и Музей Виктории и Альберта в Лондоне, Лувр в Париже, Тегеранские и Исфаханские музеи ковра, Музей дворца Топкапы в Стамбуле и т. д. Они бережно хранятся и в других музеях Москвы и Ленинграда, Киева, Ташкента, Еревана и Тбилиси.
В Азербайджане находится в 8 районах есть села с названием Талыш. Но ковры не имеют никакого отношения к этим сёлам, здесь пойдет речь о коврах которые получили название в честь талышского народа, который ткёт эти ковры. Эта территория не только красива, но и богата. На этой территории живут талыши, они выращивают рис, разводят шелкопрядов, занимаются пчеловодством, садоводством и животноводством. Талыши не только занимаются вышеперечисленными профессиями, но и ткут ковры, паласы и килимы. И ковры, и паласы, и килимы в основном делают из шелка и шерсти. По классификации эти ковры относятся к Карабахскому типу, Джебраильской группе ковров.
Изготовление циновок и кошм (войлочных ковриков) в настоящее время имеет большее распространение, чем ковроткачество. Кошмы (в основном 1 метр в длину) употреблялись также в качестве занавесок для защиты от палящих лучей солнца.
Особый вид кошмы, специально сотканный только пожилыми женщинами, употребляли во время похорон: в нее заворачивали труп умершего и предавали земле. Позднее кошмой просто покрывали тело покойного и засыпали землей. Такое употребление кошмы привело к тому, что в народных суевериях она стала предзнаменованием беды; у северных талышей увидеть кошму во сне считается плохой приметой.

## Этапы развития талышского ковра
Талышские ковры прошли четыре этапа развития: сначала появились войлочные ковры, затем паласы, еще позже зили, верни и сумахи. И, наконец, этап, когда создаются сложные орнаментальные ворсовые ковры. Отличительной особенностью талышского ворсового ковра является высокая плотность его узлов. Она, как правило, определяется количеством узлов на квадратный дециметр (в среднем на каждый квадратный дециметр изделия приходится от 1600 (40х40) до 4900 (70х70) ворсовых узлов). В больших домах зажиточных талышей традиционно использовались комплекты из 4-х ковров трех типо-размеров (даст): два кенарэ, келлейи и халы.
Если талышские ворсовые ковры веками ткались при помощи двух форм техники узлования — гюллаби (тюркбаб) и долама (фарсбаб), то число видов ковровых композиций поистине беспредельно. Порою богатая и сложная композиция имела распространение в границах одного села, города или этнической группы, где производились эти ковры, и по традиции, как ценное наследие, передавалась из поколения в поколение.
Известны ковры, содержащие «цитаты» из памятников архитектуры. В число этих орнаментальных мотивов входят многие элементы архитектурных строений — арки и порталы, колонны и купола, окна и висячие лампады (гандил). На некоторых коврах изображены, разумеется схематично, знаменитые архитектурные памятники Востока, святыни мусульманского мира. Маленькие молитвенные коврики, намази, в структуре своих декоративных композиций обычно содержат архитектурную деталь — михраб, нишу алтаря мечети.
Взлет мастерства талышских ковров Каджарского периода наиболее полно иллюстрируют экземпляры из коллекций музеев Баку (Государственный музей азербайджанского ковра и народно-прикладного искусства им. Лятифа Керимова), Цюриха (Rietberg), Глазго (The Burell Collection), Вашингтона (Техtile Museum), Нью-Йорка (Меtropolitan Museum of Art), Стамбула (Музей Топ-Капы), Москвы (Музей искусств народов Востока), Киева (Музей восточного и западного искусства)
С середины XIX века у талышей особенно процветает искусство художественной вышивки тамбурным швом текелдуз и золотошвейное гюлябатын. Следует отметить, что в отличие от ковроткачества, это ремесло было прерогативой мужского населения края, как, впрочем, и на Северном Кавказе и в Средней Азии.

## Художественный анализ
Талышские ковры есть разных композиций. Есть как и сложная компоиция, так и простая.
- Ковер простой композиции

В основном все ковры простой композиции не богаты красками и многие из ковров содержат одноцветные мелкие детали. Больше всего ковров этого типа имеют среднюю площадь. Сначала такие ковры давали как приданое невестам. Ныне такие ковры чаще используют для совершений молитв. Середины были украшены небольшими орнаментами. Ковроткачи называют эти ковры «чалтик» (рис посевной). Талыши считают «чалтик» символом изобилия. Таким образом, эти ковры имеют символическое значение. Центры ковра часто имеют простую структуру с белым фоном.
- Ковер сложной композиции

Ковры этой композиции пользуются большей популярностью. Часто по середине и по краям ковра есть орнамент бута. По середине часто находятся бута повернутые снизу-вверх, иногда бута имеют странные формы, делая бута похожим на медальон. Цвета медальона и фона ковра часто имеют один и тот же цвет. Такие сочетания цветов свойственный коврам типа «Талыш» и «Мугань». Второй вариант ковров «Талыш» сначала производился из шелка, а позже из хлопка и шерсти. В коврах «Талыш» не используется много цветов, что снижает художественное качество ковра. Высокопоставленным людям принадлежали, в основном, ковры II варианта. Текстурированные ковры в основном давали как приданое девушкам. Ковры сложной композиции часто имели ромбы, которые следуют друг за другом. Многие ковры имеют удлиненный вид.

## Техника
Как и другие ковры Карабахской группы, эти ковры имеют высокое качество.